# Георгіос I
Георгіос I (д/н — бл. 920) — 11-й цар держави Мукурри-Нобатії в 856—920 роках.

## Життєпис
Син царя Захаріаса II. Замолоду призначається співволодарем батька. У 835 році очолив посольство до Багдаду, де домовився щодо умов данини: замість щорічної було визначено 1 раз на 3 роки.
Існують розбіжності щодо того, коли посів трон. Це пов'язано з плутаниною в арабських джерелах. Є згадка, що 854 року став царем якийсь Алі Баба. Можливо, він був лише вождем беджа, союзників Мукурри або намісником північних областей. Також є невеличкі повідомлення про панування такого собі Ізраеля. Втім більшість дослідників вважають, що правління Георгіоса I почалося безпосередньо після смерті Захаріаса II. Напевне, деякий час він повинен був врегулювати конфлікт з Багдадським халіфатом, що почався за попередника, а також зміцнити свій авторитет в середині держави.
Продовжував традицію зведення численних церков. За його панування споруджено величну церкву Єсу в Донголі. Було закладено величний собор в Парохасі.
Відомо, що під час його володарювання в золотоносний регіон Абу-Хаман вдерся арабських військовик Абу аль-Рахман аль-Умарі. Проти нього цар відправив свого небожа та спадкоємця трону Ніуті, але той повстав. Декілька походів проти нього не мали успіхів. Зрештою син Захаріас в союзі з аль-Умарі переміг Ніуті, а потім змусив аль-Умарі залишити межі Мукурри.